# Curvímetro

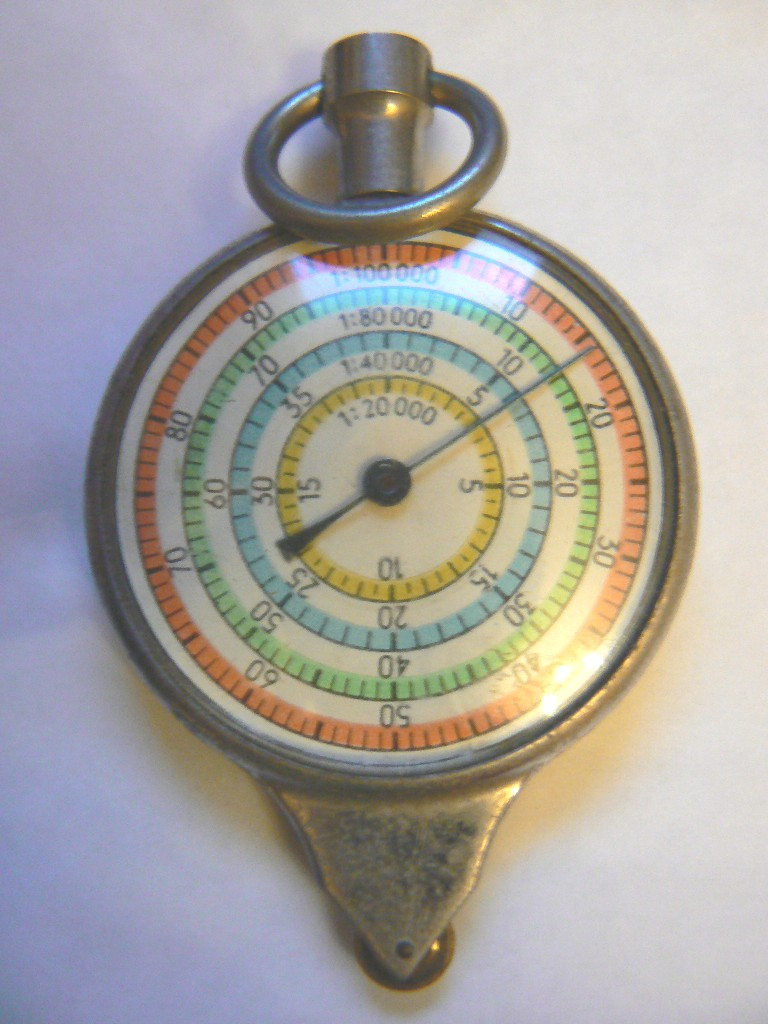
Medidor de mapas con diferentes escalas

Un  curvímetro, también conocido como opisómetro es un dispositivo mecánico o electrónico (instrumento de medida), utilizado para medir la longitud de una curva sobre un plano. En cartografía se utiliza para medir pequeñas distancias sobre un mapa.

## Descripción
El instrumento consiste básicamente en una rueda conectada a un contador de vueltas. Es decir está compuesto por una rueda áspera o bola que cuando el usuario hace girar sobre el mapa o plano a lo largo de la trayectoria a cuantificar, y un dispositivo para convertir la rotación de acuerdo con la escala de distancias del mapa o plano, con gradaciones de escala o con una conversión electrónica.

## Uso
Para medir la longitud de una curva, el usuario, después de ponerlo a cero, hace girar la rueda del curvímetro a lo largo de la curva, cubriendo el recorrido de la misma. El número de vueltas de la rueda queda registrado en el contador en forma de unidades de longitud en diferentes escalas.
En el curvímetro de tipo electrónico, después de ponerlo a cero y hacerlo girar sobre el plano, aparece la distancia directamente en el display en las unidades y escala elegidas previamente en el menú de configuración.
En un mapa, con el curvímetro, se puede medir el recorrido de un río (sin tener en cuenta las lagunas) o también la longitud de un camino, por ejemplo, ya que la altura en estos casos no varía de manera significativa.